# Salam (Salam)
Salam is een bestuurslaag in het regentschap Magelang van de provincie Midden-Java, Indonesië. Salam telt 6463 inwoners (volkstelling 2010).